# Kalle Anttila
Kalle Anttila (n. 30 august 1887, Muhos, Marele Principat al Finlandei, Imperiul Rus – d. 10 octombrie 1949, Helsingfors, Finlanda) a fost un luptător ce a reprezentat Finlanda, medaliat olimpic. A participat la două ediții ale Jocurilor Olimpice (1920, 1924) în care a câștigat două medalii de aur.